# Мліїв
Млі́їв (давні назви — Мгліїв, Імліїв, Ітомгліїв) — село Черкаського району Черкаської області в Україні, центр Мліївської сільської громади.
Село розташоване на берегах річки Вільшанки за 10 км від міста Городище та за 45 км від обласного та районного центру — міста Черкаси. Площа населеного пункту — 1585 га, територія колишньої Мліївської сільської ради — 12 004 га. Населення — 3 700 осіб.

## Історія
Перша писемна згадка про Мліїв належить до 1499 року, коли він належав Васьковичам, проте є припущення, що історія поселення сягає часів Київської Русі.
На початку 17 століття у власності Христини Коренівської (до шлюбу Зубрик), з 28 березня 1633 — коронного гетьмана Станіслава Конецпольського.
Існує переказ про мліївського селянина Данила Кушніра, страченого шляхтичами за відмову прийняти католицьку віру. Кушніра катували, а потім облили смолою й підпалили. Цей акт був спрямований на те, щоб залякати населення, яке піднялося на боротьбу. 
В 1648 році Млієвом оволоділи війська Богдана Хмельницького і він став ранговим містечком гетьмана.
У першій половині січня 1654 року для приведення до присяги володарю царю та великому князю Олексію Михайловичу брацлавського полку, серед інших ґородів і у ґородах Новий та Старий Мгліїв, був посланий князь Федір Барятинський.
У ґороді Новий Мгліїв присягу склали: 1 сотник, 1 сотенний отаман, 1 сотенний осавул, 208 козаків, 13 міщан. У ґороді Старий Мгліїв поисягу склали: 1 сотенний отаман, 1 сотенний осавул, 40 козаків, 34 міщанина.
В 1661 році, за постановою сейму, Мліїв знову був закріплений за Конецпольським. З початку XVIII століття Мліїв з округою належав князю Любомирському.

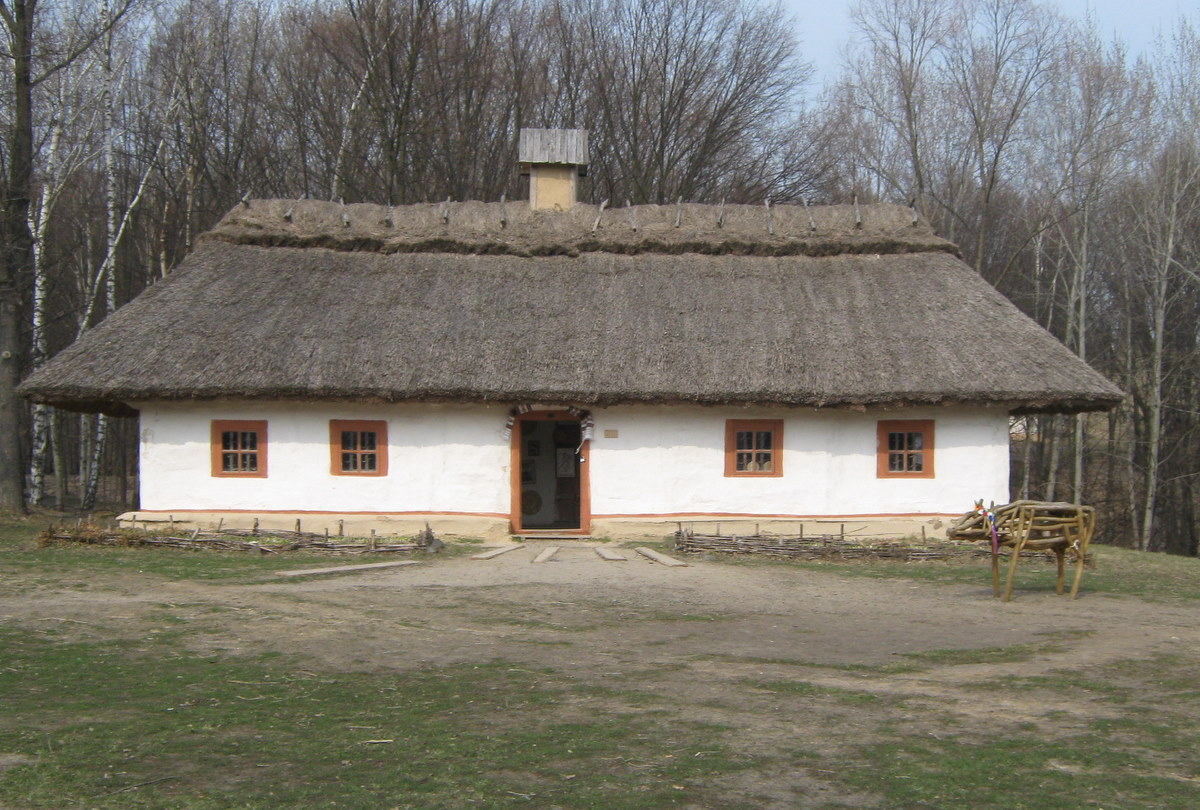
Сільська управа початку 20 століття з Млієва у музеї в Пирогові.

На початку XIX століття Мліїв перейшов у власність до Єлизавети Браницької, дружини князя Воронцова.
В роки визвольних змагань Мліїв був ареною боротьби загонів українських повстанців проти більшовиків та інших загарбницьких сил. На початку 1920-х років село — центр Мліївської республіки.
В ході Другої світової війни село окуповане німецькими військами 2 серпня 1941 року. 6 лютого 1944 року частини 72-ї та 254-ї стрілецьких дивізій 52-ї армії СРСР підійшли до села і з боями 9 лютого відвоювали його, відновивши радянську окупацію.
Село постраждало внаслідок геноциду українського народу, проведеного окупаційним урядом СССР 1923—1933 та 1946–1947 роках.
Восени 2016 року на будинку, де з 1870 по 1873 рік проживав автор слів Гімну України Павло Чубинський, встановили пам'ятну дошку.

## Економіка
У селі працює два цегельні заводи, два лісництва з цехом переробки деревини державного підприємства «Смілянське лісове господарство». Подальшого розвитку набуває приватне підприємство з переробки деревини та виробів повсякденного вжитку, приватна науково-виробнича фірма «Міком», «Ліга ЛТД» з охолодження молока.
У сільськогосподарському виробництві діють СТОВ «Симиренківське» (колишній колгосп імені Симиренка), три селянсько-фермерські господарства — фірма «КСВ», СФГ «Україна», СФГ «ВМС», два приватні підприємці, які спеціалізуються з виробництва зернових і технічних культур, а СТОВ «Симиренківське» — ще й виробництва молока і м'яса. ТОВ «Петрус» здійснює виробництво товарного яйця на базі найновіших світових технологій.
Для забезпечення потреб жителів промисловими виробами та продуктами харчування в селі працює 57 приватних підприємців, частина з яких мають у користуванні 35 закладів торгівлі та громадського харчування.
Типовим представником промислового виробництва є ВАТ «Мліївський ЗТО». Підприємство засноване в 1920 році. Відкрите акціонерне товариство «Мліївський завод технологічного обладнання» створено відповідно до рішення Міністерства машинобудування, військово-промислового комплексу та конверсії України від 05.05.1994 р. № 682, шляхом перетворення державного підприємства Мліївський завод технологічного обладнання у відкрите акціонерне товариство.
Діяльність підприємства спрямована на виробництво та реалізацію виробів з деревини, у тому числі столярних виробів; виробництво та реалізацію запасних частин до сільськогосподарських машин та іншого автотранспорту; виробництво та ремонт меблів; виробничу діяльність, пов'язана з виробництвом продукції виробничо-технічного призначення та товарів народного споживання; ремонт сільськогосподарської техніки; надання послуг по технічному обслуговуванню автотранспорту; виробництво та реалізацію продукції виробничо-технічного призначення; виробництво та реалізацію, окрім своїх потреб також на потреби інших структур та організацій, теплової та електричної енергії; організацію та проведення науково-дослідницьких та пошукових робіт; фінансові операції та операції з цінними паперами; залучення інвестицій у виробництво та будівництво, реалізація завершених або незавершених об'єктів будівництва; монтаж, демонтаж та ремонт металоконструкції, вантажопідіймальних кранів із застосуванням зварювальних робіт та кранів; експертне обстеження вантажопідіймальних кранів та проведення неруйнівного і руйнівного контролю металів та зварних з'єднань; виготовлення будівельних матеріалів; організація ремонту механізмів та транспортних засобів підприємств, установам та населенню тощо

## Наука
Мліївський Інститут помології імені Л. П. Симиренка НААН має 200 га землі. Головна його робота — створення нових сортів плодово-ягідних культур. У Державному реєстрі сортів рослин України — сорти мліївської селекції, яких близько 30-ти. Також тут проводиться розробка інтенсивних технологій виробництва плодів і ягід, розробляються методики захисту багаторічних насаджень від шкідників та хвороб, здійснюються економічні дослідження: маркетингу садівничої продукції, розсадництва. При інституті працює державне дослідне господарство, що спеціалізується з впровадження розробок у виробництво. На його території розташовано дендропарк Мліївської дослідної станції.

## Соціальна сфера
У селі працюють дві загальноосвітні школи І-ІІІ ступенів, дві дитячі дошкільні установи, два центри культури і дозвілля з будинками культури та бібліотеками, дільнична лікарня та лікарська амбулаторія, два відділення зв'язку, дві філії Ощадбанку, дві аптеки, ветдільниця та ветаптечний кіоск.

## Релігія
У селі діють:
- Храм Успіння Пресвятої Богородиці Православної церкви України (храм освячено 25 жовтня 2009 року);
- Троїцька церква Православної церкви України в реставрованому приміщенні родинної церкви Симиренків;
- молитовний дім євангельських християн-баптистів.

## Пам'ятки природи
Модрина — лісовий заказник місцевого значення.

## У мистецтві
Назва села згадується у романі Ліни Костенко «Берестечко»:
|  | О Дар-Надія! Ждани та Бояни. Іркліїв. Мліїв. Злобин. Веремій. Великий Стидин. Халеп'я. Холоп'є! Ліпляве братолюбних Балаклій. А он і Київ. Подивись — та пильно. Моя Вкраїно, ти це чи не ти? |

## Відомі люди

### Уродженці
У 18-ому столітті Мліїв відомий як батьківщина мліївського титаря Данила Кушніра, якого заживо було спалено польською шляхтою напередодні Коліївщини. Образ Данила Кушніра, борця за віру і свій народ, використав Тарас Шевченко в поемі «Гайдамаки».
- Кошеленко Йосип Якимович (2 листопада 1887 — ?) — член Української Центральної Ради.
- Крижанівська Олеся Прокопівна (1956) — кандидат філософських наук, доцент кафедри політології, соціології та соціальної роботи НТУУ «Київський політехнічний інститут»;
- Курінна Тетяна Миколаївна (1958) — кандидат історичних наук, краєзнавець, журналіст, викладач Київського Центру підвищення кваліфікації працівників сфери управління Міністерства соціальної політики України.
- Лисенко Віталій Пилипович (1950) — заслужений працівник освіти України, доктор технічних наук, професор, завідувач кафедри автоматики та робототехнічних систем Національного університету біоресурсів і природокористування України.
- Симиренко Володимир Левкович (1891—1938) — український помолог і селекціонер плодових культур, агроеколог.
- Симиренко Левко Платонович  (1855—1920) — український вчений-помолог, садівник, світовий авторитет в галузі садівництва, меценат.
- ігумен Феодосій (Палієнко) (1867 — ?) — намісник Виноградського Ірдинського Успенського чоловічого монастиря з 1910 по 1921 рр.

### Пов'язані з Млієвом
- Симиренко Василь Федорович  (1835—1915) — промисловець, інженер-конструктор та технолог в галузі цукроваріння, визначний меценат;
- Ротар Петро Тимофійович (1880—1906) — український громадський діяч, поет і педагог;
- Ротар Іван Тимофійович (1873—1905) — український громадсько-політичний діяч, педагог, літератор;
- Шевченко Василь Миколайович (1897—1981) — український вчений-фітопатолог, доктор сільськогосподарських наук, заслужений діяч наук УРСР;
- Потупейко Михайло Миколайович (1922—2007) — український письменник, літературознавець і громадський діяч, кандидат філологічних наук;
- Кравченко Михайло Лаврентійович (1925—2006) — український вчений-селекціонер, доктор біологічних наук.;
- Горідько Микола Якович (1938—2001) — український вчений в галузі фізичного матеріалознавства, кандидат фізико-математичних наук.
- Горідько Микола Антонович — депутат Верховної Ради УРСР 9—10-го скликань.
- Павло Чубинський — автор слів Державного Гімну України, проживав у Млієві.

Тут бували громадські діячі та вчені — Микола Костомаров, Михайло Драгоманов

### Герої соціалістичної праці
- Карпенко Ганна Семенівна (1942—1990) — доярка колгоспу ім. В. Симиренка, Заслужений працівник сільського господарства УРСР
- Матвійко Василь Макарович (1922—1987) — бригадир садівників колгоспу ім. Леніна

### Герої Радянського Союзу
- Буркут Іван Сидорович (1920 — 2 жовтня 1943);
- Гарань Олексій Федорович (1914 — 8 грудня 1969)

Святі
- Мученик Данило Мліївський (Куншір)  — пам'ять 11 серпня (н.с.)[11][12];
- Священномученик Авраам (Шморкун) — пам'ять 26 травня (н.с.) в Соборі святих новомучеників Черкаських[13]

З Млієвом пов'язана визначна подія в культурному житті українського народу, як видання 1860 року «Кобзаря» Тараса Шевченка. Дружба пов'язувала поета з родиною Симиренків, яка виділила кошти на це видання. В 1840 — 1850-х роках Шевченко не раз гостював у Млієві.